# Thomas-Augustin de Gasparin
Thomas-Augustin de Gasparin (Orange, 27 febbraio 1754 – Orange, 7 novembre 1793) è stato un ufficiale e politico francese.

## Biografia

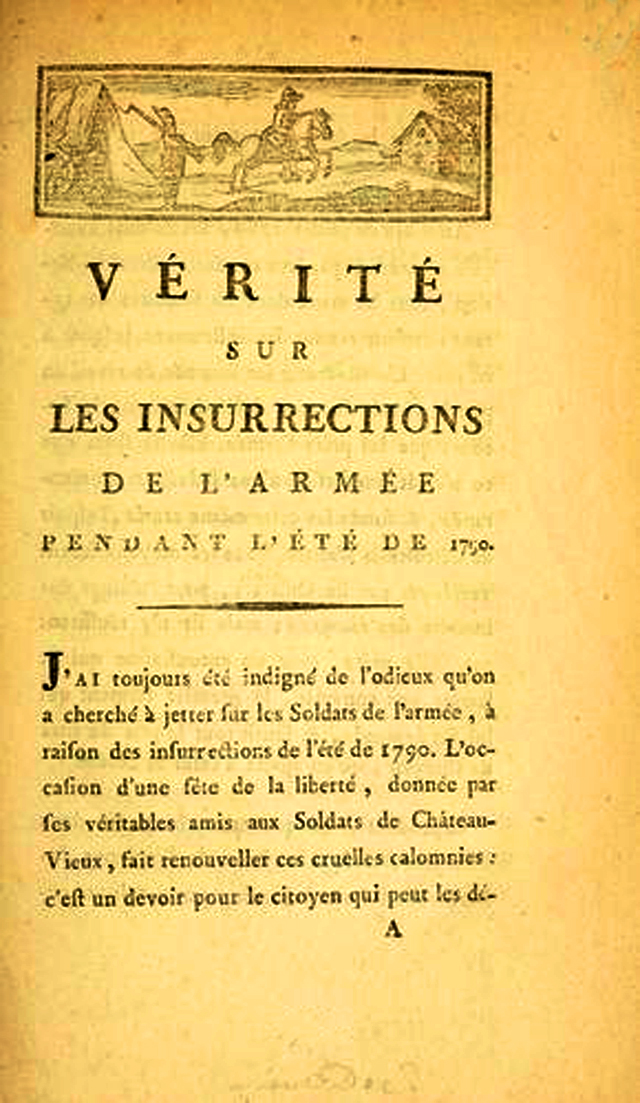

Thomas-Augustin Gasparin proveniva dal ramo cadetto della nobile famiglia corsa Gaspari; questo ramo aveva adottato il protestantesimo in seguito al matrimonio di uno dei suoi membri con una figlia dell'agronomo Oliver de Serres. Nel 1789 servì come capitano nel reggimento di Piccardia quando scoppiò la Rivoluzione francese, di cui fu un entusiasta sostenitore.
Nel 1790 Gasparin pubblicò un breve opuscolo, "Vérité Sur Les Insurrections de L'Armée Pendente L'Été de 1790" ("La verità sulle insurrezioni nell'esercito nell'estate del 1790"), difendendo il buon nome dei soldati francesi ordinari e incolpava gli ufficiali corrotti per aver privato gli uomini del loro salario. Verso la fine del 1791 scoppiò un altro ammutinamento, nel reggimento di Piccardia, quindi a distanza di Saarlouis, con i soldati che chiedevano la paga arretrata. Gasparin ha promesso la sua fortuna personale con i prestatori di denaro ebrei per raccogliere i fondi necessari per calmare la rivolta.

## Assemblea nazionale legislativa
Gasparin fu eletto nelle Bocche del Rodano all'Assemblea nazionale legislativa il 5 settembre 1791 con 397 voti su 552. Arrivò a Parigi il 3 ottobre, dove si unì al Jacobin Club. Il 14 ottobre è stato nominato membro del comitato per le leggi e i regolamenti militari. Si oppose anche a Brissot e ai Girondini sul tema della guerra con l'Austria. Al Club dei Giacobini e all'Assemblea nazionale denunciò quella che definì la loro campagna di panico e bugie. Il 10 agosto fu nominato Commissario dell'Esercito del Midi insieme a Lacombe-Saint Michel e Rouyer.

## La convenzione
Durante le elezioni Gasparin si schierò con Bouches-du-Rhône per la nuova Convenzione e fu eletto con 716 voti su 728. Il 26 settembre 1792, la sua carica nel Comitato di Guerra fu confermata, e poco dopo partì per il Delfinato con i suoi colleghi per visitare l'accampamento di Montesquiou-Fézensac. Il generale è stato successivamente accusato di aver negoziato un compromesso con la Repubblica di Ginevra invece di occupare la città. Gasparin, Dubois-Crancé e Lacombe Saint-Etienne sono stati incaricati dalla Convenzione di licenziarlo.
Il 3 gennaio 1793 fece un discorso nella Convenzione denunciando i principali leader dei gruppi dei Girondini, dei Guadet, Gensonné e Vergniaud per tradimento contrattando segretamente con il re nel luglio del 1792, usando il pittore Joseph Boze come intermediario. Durante la stessa sessione, il monarchico Lanjuinais richiese che lo stesso Gasparin venisse arrestato per tradimento, ma il tentativo fu vano.
Durante la votazione per appello nominale sulla condanna di Luigi XVI il 14 gennaio 1793, ha votato a favore della morte, contro un referendum sulla sentenza e contro la condanna.
Tra gennaio e marzo ha lavorato con i suoi colleghi del Comitato di guerra per costruire un esercito più professionale per difendere la Repubblica.
Il 4 aprile 1793 fu inviato agli eserciti del Nord e delle Ardenne. Era lì quando Charles François Dumouriez passò al gruppo degli austriaci con il giovane duc de Chartres, figlio di Luigi Filippo d'Orléans, prendendo tutte le misure necessarie per rispondere alla gravità della defezione.
Il 15 maggio è stato nominato aiuto generale dal Consiglio esecutivo provvisorio. Il suo collega deputato per Bouches-du-Rhône, il Girondin Barbaroux, lo ha attaccato per questo ruolo ricoperto. In risposta, Gasparin ha scritto da Lille al Comitato per la sicurezza pubblica e alla Convenzione, riassumendo il suo fedele lavoro di rappresentante in missione e le sue conquiste militari.

## Committente per la sicurezza pubblica
Insieme a Jeanbon Saint André entrò a far parte del Comitato della pubblica sicurezza il 13 giugno 1793, sostituendo Robert Lindet e Jean-Baptiste Treilhard. Il 16 giugno, prima di partire per la Vandea, ha proposto un decreto che imponeva la pena di morte ai cittadini francesi e agli stranieri riconosciuti colpevoli di spionaggio nelle zone di guerra o negli eserciti, e fu adottato dalla Convenzione. Nella Vandea, redasse un rapporto sulla situazione militare e tornò a Parigi. Durante la votazione del 10 luglio per stabilire chi avrebbe lavorato nel Comitato, Gasparin fu ritenuto - l'unico soldato in carriera a quel tempo - anche se sotto la guida di Danton, il migliore per il ruolo, anche se la sua condotta di guerra fu pesantemente criticata.
Gasparin aveva opinioni contrastanti sul caso del Custode generale, sostenendolo a causa della necessità di una corretta organizzazione nell'esercito e della mancanza di ufficiali superiori; ma ciò nonostante non fu in disaccordo con l'arresto di Custine da parte del Comitato il 2 luglio. Il giorno seguente tuttavia si dimise, ricordando che aveva gravi problemi di salute - all'inizio dell'anno era stato costretto a lasciare la sua missione nell'esercito del Nord a causa di un grave caso di gonfiore delle ghiandole e dolore ai fianchi. Maximilien de Robespierre lo sostituì nel comitato.
Gasparin fu poi inviato prima all'esercito delle Alpi e poi a Marsiglia, da dove andò a Tolone. La sua condotta esemplare durante l'assedio di Tolone ha giocato un ruolo fondamentale nel recupero della città dagli inglesi.

## Morte
Ad Aix-en-Provence, il deputato ha incontrato il giovane ufficiale Napoleone Bonaparte, gli fu presentato da Augustin de Robespierre e Christophe Saliceti. Napoleone lesse loro a voce alta dal suo opuscolo "Le souper de Beaucaire" e i rappresentanti della Convenzione decisero di stamparlo a Valence a spese pubbliche. In una lettera al Comitato della pubblica sicurezza, Gasparin e Saliceti raccomandarono a Bonaparte di sostituire il comandante di artiglieria Elzéar Auguste Cousin de Dommartin, che era stato ferito in combattimento nelle gole di Ollioules. La loro raccomandazione fu accettata.
I combattimenti a Tolone furono feroci e Gasparin prese parte agli assalti, essendo uno dei primi a entrare nel grande bastione. Il Comitato di sicurezza pubblica ha riconosciuto i suoi sforzi e, alla luce del suo continuo malessere, ha inviato Barras e Fréron a sostenere lui e Saliceti. Il 5 novembre 1793, inviò una lettera alla Convenzione trasmettendo la sua fiduciosa aspettativa per la caduta di Tolone. Questa doveva essere la sua ultima lettera e non visse per vedere la città riconquistata. Ha preso la polmonite e è stato portato dalla sua famiglia a Orange. Morì il 7 novembre 1793.
Su Sant'Elena (Saint Helena), Napoleone lasciò una somma di centomila franchi agli eredi di Gasparin. Napoleone scrisse nel suo testamento "attraverso la sua protezione, mi proteggeva dalle persecuzioni dell'ignoranza degli ufficiali di stato che comandavano l'esercito di Tolone prima che arrivasse Dugommier."
Fu sepolto nel cimitero protestante in Saint-Clément a Orange. Un'iniziativa per mettere il suo cuore nel Panthéon, adottata dalla Convenzione, non fu mai eseguita.

## Famiglia
Gasparin sposò Marie-Anne Marguerite de Serres. Sia suo figlio Adrien de Gasparin, sia il nipote Agénor de Gasparin, svolsero ruoli di rilievo nell'ambito della vita politica francese.